# Ružin otok
Republika Ružin Otok (esperanto: Respubliko de la Insulo de la Rozoj) je bila kratkovjeka mikronacija, koja se nalazila na umjetnoj platformi u Jadranskom moru, 7 milja od obale kod Riminija u Italiji.